# Calle 191 (línea de la Séptima Avenida–Broadway)
Calle 191 es una estación en la línea de la Séptima Avenida-Broadway del Metro de Nueva York. La estación se encuentra localizada en Inwood, Manhattan entre la Avenida St. Nicholas y la Calle 191, y es servida las 24 horas por los trenes del servicio 1.
La estación se encuentra a 55 metros bajo el nivel de la calle, y es la estación más profunda de todo el sistema del metro de Nueva York.